# 세포 노폐물
세포 노폐물(細胞老廢物, 영어: cellular waste product)은 세포가 ATP 형태로 에너지를 생성하는 일련의 과정인 세포 호흡의 부산물로 형성된다. 세포 노폐물을 생성하는 세포 호흡에는 호기성 호흡과 혐기성 호흡이 있다.
각각의 경로는 서로 다른 노폐물을 생성한다.

## 같이 보기
- 호기성 호흡
- 젖산 발효